# Wodospad Dźog

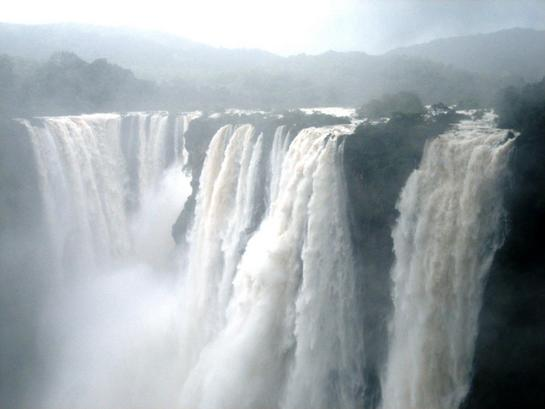
Wodospad Dźog podczas pory deszczowej

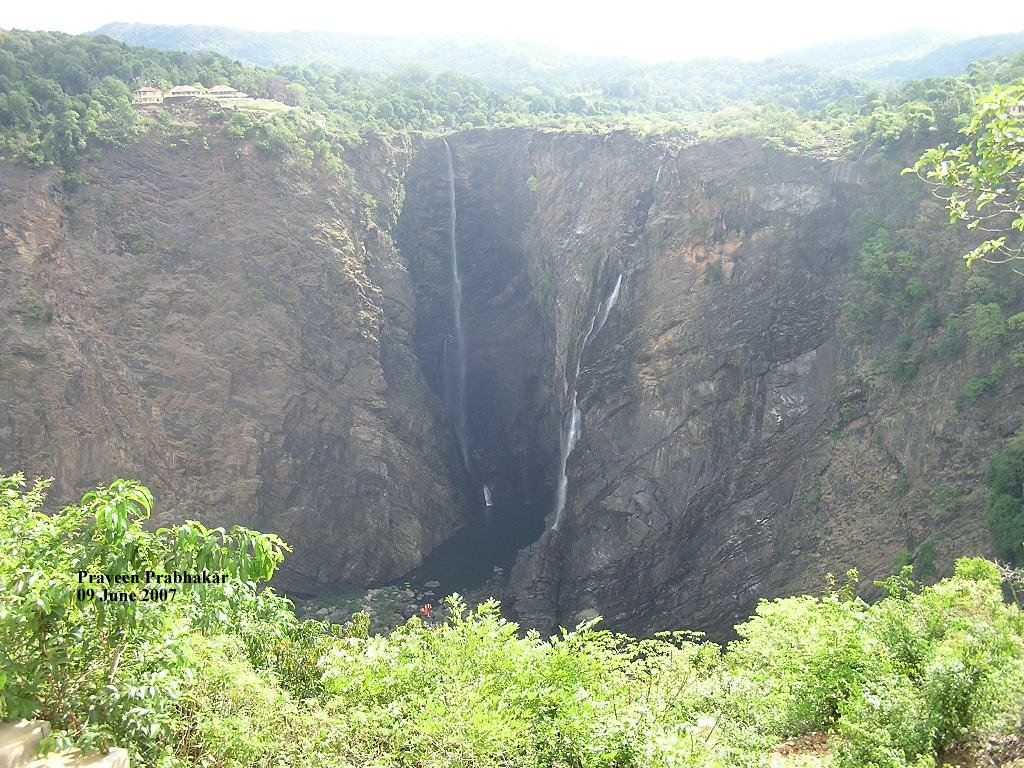
Wodospad tuż przed porą deszczową

Wodospad Dźog (język kannada: ಜೋಗ ಜಲಪಾತ, Jōga jalapāta; ang. Jog Falls) – wodospad w indyjskim stanie Karnataka (dystrykt Shivamogga) na rzece Sharavathi, o wysokości bezpośredniego spadku wody 253 m.al. Stanowi popularną atrakcję turystyczną. Wykazuje bardzo duże różnice pod względem ilości przepływu wody w ciągu roku, najwyższy poziom wód występuje podczas opadów monsunowych.